# 1968 v letectví
Tento článek obsahuje seznam událostí souvisejících s letectvím, které proběhly roku 1968.

## Události

### Leden
- 21. ledna – B-52 Stratofortress USAF havaruje v moři nedaleko letecké základny Thule v Grónsku. Na palubě má 4 jaderné bomby.

### Březen
- 27. března – Jurij Gagarin umírá při havárii svého MiGu-15

### Září
- 30. září – slavnostní roll-out prvního Boeingu 747

### Prosinec
- 24. prosince – Apollo 8 oblétá Měsíc s Frankem Bormanem, Jamesem Lovellem a Williamem Andersem na palubě

## První lety
- Bell 212

### Květen
- 25. května – Grumman EA-6B Prowler

### Červen
- 30. června – C-5 Galaxy

### Červenec
- Nord N 500 (upoutaný let)
- 10. července – Mil Mi-12
- 18. července – Tupolev Tu-142

### Září
- 8. září – SEPECAT Jaguar

### Říjen
- 4. října – Tupolev Tu-154

### Listopad
- 4. listopadu – Aero L-39 Albatros
- 13. listopadu – Northrop HL-10

### Prosinec
- 3. prosince – Anahuac Tauro, XB-TAX
- 31. prosince – Tupolev Tu-144